# Kanagodu, Hosanagara
Kanagodu là một làng thuộc tehsil Hosanagara, huyện Shimoga, bang Karnataka, Ấn Độ.